# Cytogenetik
Cytogenetik är en gren av genetiken som är berörd med studien av struktur och funktion i cellen, speciellt kromosomerna. 
I vissa medfödda sjukdomar, såsom Downs syndrom, har cytogenetik upptäckt arten av den kromosomala defekten. 